# 太陽魚屬
太陽魚屬（學名：Lepomis）是日鱸目太陽魚科下的一屬淡水辐鳍鱼，是北美洲落基山脉以东水系中十分常见、很受游钓参与者欢迎的一类“煎锅鱼”（panfish）。

## 形态
本属的一些物種最大可長至41（16英寸），不過平均長度只有10—20（3.9—7.9英寸）。廣泛分佈于美國和加拿大的河流中，其中一些種更被運輸到世界各地，甚至成爲了入侵物種，其中一些種的貿易行為就已在德國被明令禁止。

## 名称
本属学名，Lepomis 一詞來自于希臘語 λεπίς （鱗）和πώμα （鰓蓋）。鯉科的欧鳊属（Abramis）的其中一个異名与本屬相同，因而偶尔将两个属混淆了。

## 化石
本屬是太陽魚科已知第一個出现的屬，其化石記錄可追溯到1360萬年前的中新世中期。

## 分类
該屬下現有13種：

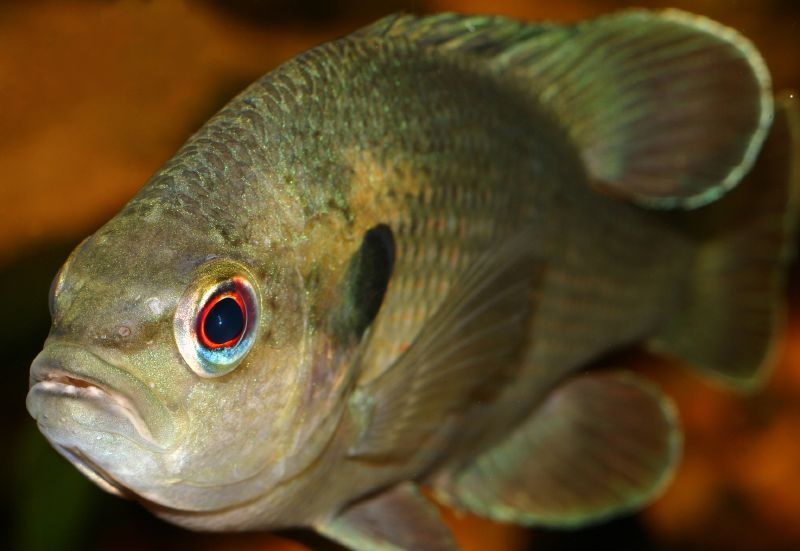
L. miniatus

- 紅胸太陽魚 Lepomis auritus （Linnaeus, 1758）
- 藍太陽魚 Lepomis cyanellus Rafinesque, 1819
- 駝背太陽魚 Lepomis gibbosus （Linnaeus, 1758）：又名瓜仁太陽魚
- 太陽魚 Lepomis gulosus （G. Cuvier, 1829）：又名战口鱼
- 橙點太陽魚 Lepomis humilis （Girard, 1858）
- 藍鰓太陽魚 Lepomis macrochirus Rafinesque, 1819
- 緣邊太陽魚 Lepomis marginatus （Holbrook, 1855）
- 長耳太陽魚 Lepomis megalotis （Rafinesque, 1820）
- 小冠太陽魚 Lepomis microlophus （Günther, 1859）
- 小太陽魚 Lepomis miniatus （D. S. Jordan, 1877）
- 北方太陽魚 Lepomis peltastes Cope, 1870
- 點太陽魚 Lepomis punctatus （Valenciennes, 1831）：又名斑點太陽魚
- 匀太阳鱼 Lepomis symmetricus S. A. Forbes, 1883

## 外部連結
- . ITIS.